# Primera División 2000/2001
Primera División v sezóně 2000/01 byla jubilejním 70. ročníkem španělské fotbalové ligové soutěže. Sezóna začala 9. září 2000 a skončila 17. června 2001. Obhájcem titulu byl galicijský tým Deportivo La Coruña.
Mistrovský titul získal Real Madrid. Nejlepším střelcem ligy se stal útočník Realu Madrid Raúl, který ve 36 zápasech vstřelil 24 branek.

## Konečná tabulka
| Poř. | Tým                 | Z  | V  | R  | P  | VG | OG | B  |
| ---- | ------------------- | -- | -- | -- | -- | -- | -- | -- |
| 1.   | Real Madrid         | 38 | 24 | 8  | 6  | 81 | 40 | 80 |
| 2.   | Deportivo La Coruña | 38 | 22 | 7  | 9  | 73 | 44 | 73 |
| 3.   | RCD Mallorca        | 38 | 20 | 11 | 7  | 61 | 43 | 71 |
| 4.   | FC Barcelona        | 38 | 17 | 12 | 9  | 80 | 57 | 63 |
| 5.   | Valencia            | 38 | 18 | 9  | 11 | 55 | 34 | 63 |
| 6.   | Celta Vigo          | 38 | 16 | 11 | 11 | 51 | 49 | 59 |
| 7.   | Villarreal          | 38 | 16 | 9  | 13 | 58 | 52 | 57 |
| 8.   | Málaga              | 38 | 16 | 8  | 14 | 60 | 61 | 56 |
| 9.   | Espanyol Barcelona  | 38 | 14 | 8  | 16 | 46 | 44 | 50 |
| 10.  | Deportivo Alavés    | 38 | 14 | 7  | 17 | 58 | 59 | 49 |
| 11.  | Las Palmas          | 38 | 13 | 7  | 18 | 42 | 62 | 46 |
| 12.  | Athletic Bilbao     | 38 | 11 | 10 | 17 | 44 | 60 | 43 |
| 13.  | Real Sociedad       | 38 | 11 | 10 | 17 | 52 | 68 | 43 |
| 14.  | Rayo Vallecano      | 38 | 10 | 13 | 15 | 56 | 68 | 43 |
| 15.  | Osasuna Pamplona    | 38 | 10 | 12 | 16 | 43 | 54 | 42 |
| 16.  | Real Valladolid     | 38 | 9  | 15 | 14 | 42 | 50 | 42 |
| 17.  | Real Zaragoza       | 38 | 9  | 15 | 14 | 54 | 57 | 42 |
| 18.  | Real Oviedo         | 38 | 11 | 8  | 19 | 51 | 67 | 41 |
| 19.  | Racing Santander    | 38 | 10 | 9  | 19 | 48 | 62 | 39 |
| 20.  | Numancia            | 38 | 10 | 9  | 19 | 40 | 64 | 39 |

Zdroj:
Poznámky:
|  | Liga mistrů 2001/02 – základní skupiny |
|  | Liga mistrů 2001/02 – 3. předkolo      |
|  | Pohár UEFA 2001/02 – 1. kolo           |
|  | Sestup do Segunda División             |

## Hráčské statistiky
| Pořadí | Hráč              | Klub                | Gólů |
| ------ | ----------------- | ------------------- | ---- |
| 1.     | Raúl              | Real Madrid         | 24   |
| 2.     | Rivaldo           | FC Barcelona        | 23   |
| 3.     | Javi Moreno       | Deportivo Alavés    | 22   |
| 4.     | Diego Tristán     | Deportivo La Coruña | 19   |
| 5.     | Patrick Kluivert  | FC Barcelona        | 18   |
| 6.     | Roy Makaay        | Deportivo La Coruña | 16   |
| 7.     | Catanha           | Celta Vigo          | 16   |
| 7.     | Julio Dely Valdés | Málaga              | 16   |
| 9.     | Oli               | Real Oviedo         | 15   |

| Pořadí | Hráč            | Klub            | Asistencí |
| ------ | --------------- | --------------- | --------- |
| 1.     | Rivaldo         | FC Barcelona    | 10        |
| 2.     | Pep Guardiola   | FC Barcelona    | 10        |
| 3.     | Ismael Urzaiz   | Athletic Bilbao | 6         |
| 4.     | Gustavo López   | Celta Vigo      | 6         |
| 5.     | Javier de Pedro | Real Sociedad   | 6         |
| 6.     | Xavi            | FC Barcelona    | 6         |
| 7.     | Juanele         | Real Zaragoza   | 6         |
| 8.     | Frank de Boer   | FC Barcelona    | 6         |